# DelfSail

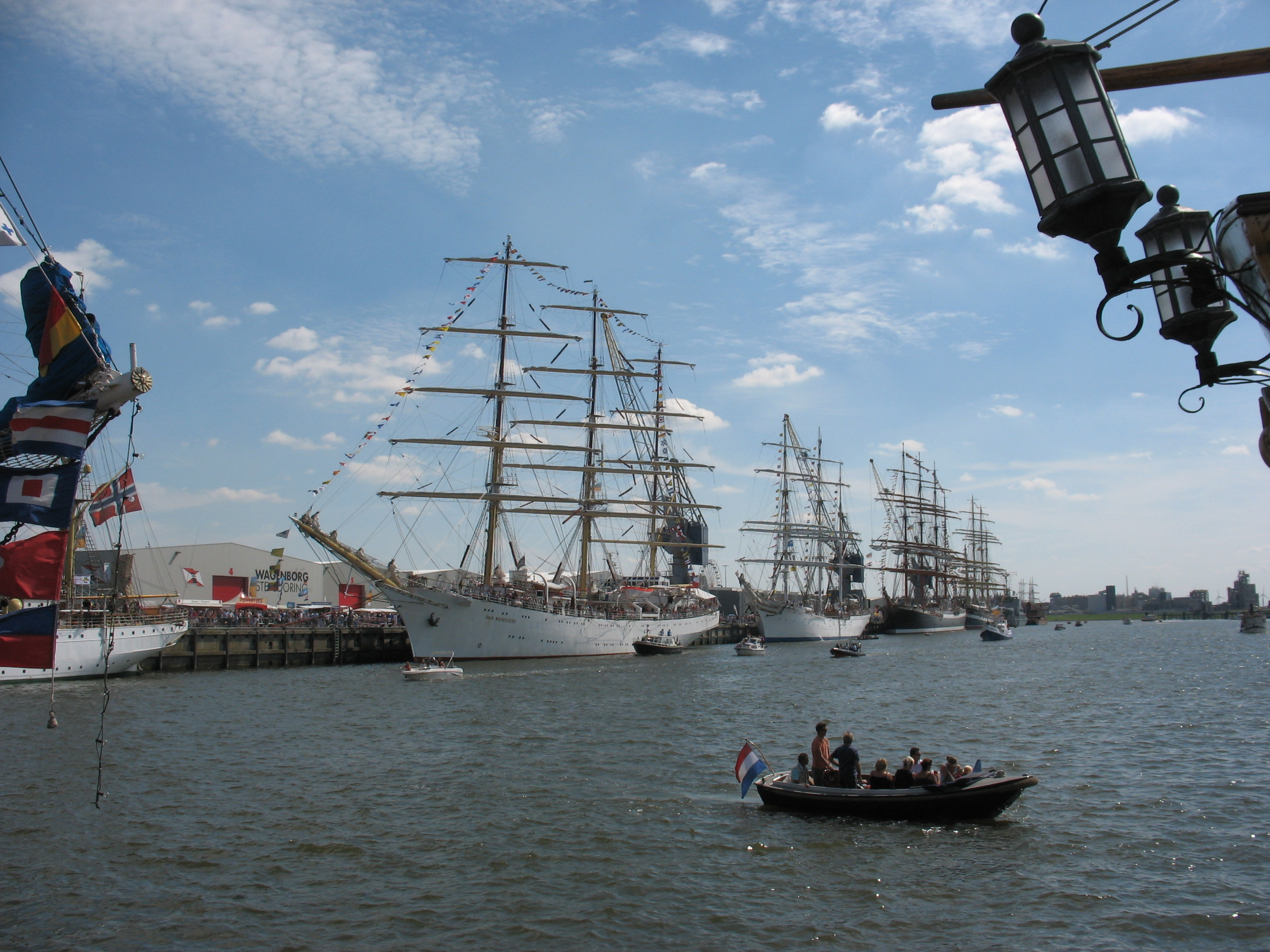
Impressie van DelfSail 2009, vanaf de kade

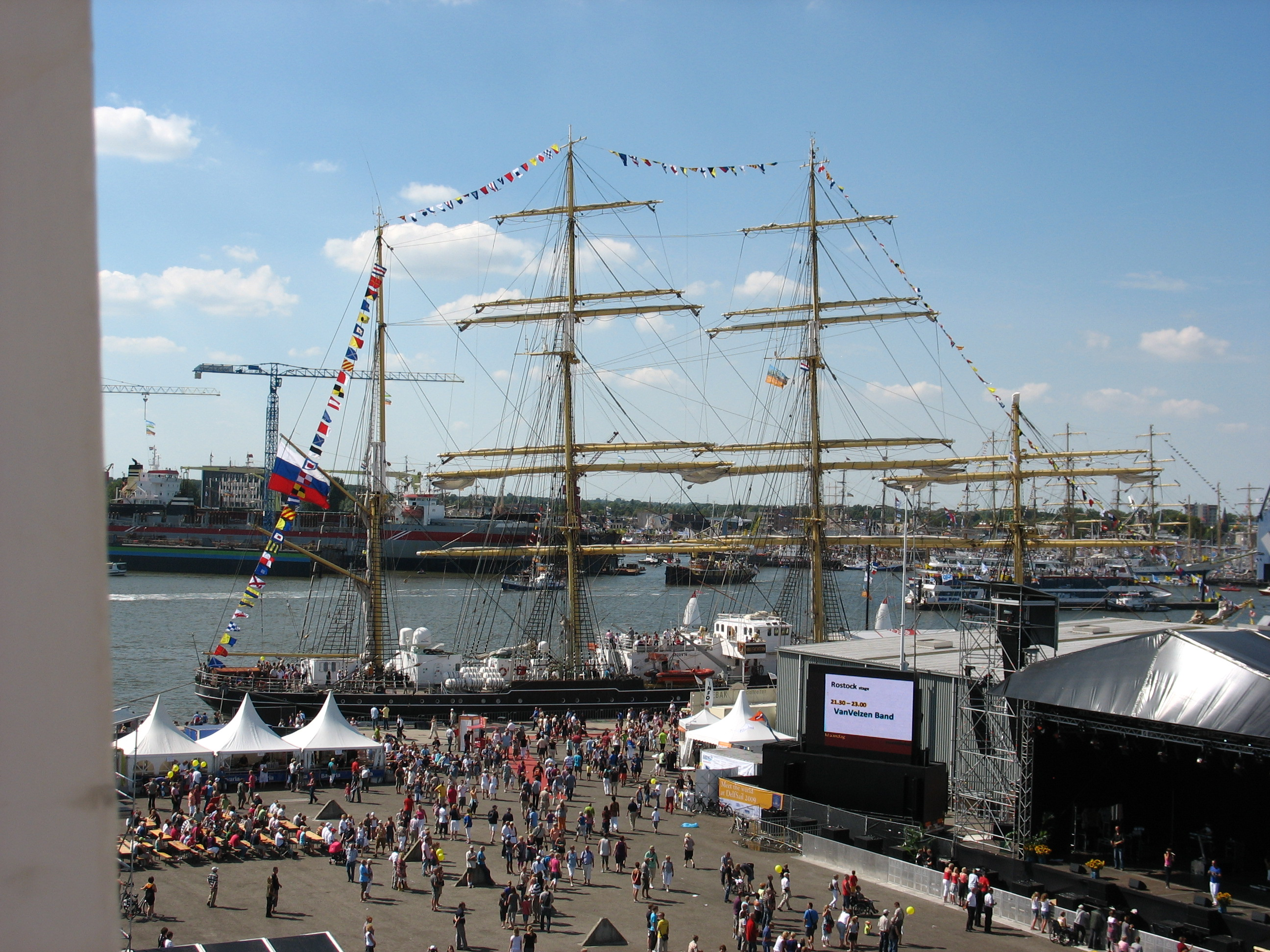
Impressie van DelfSail 2009, vanuit het reuzenrad

DelfSail is een Nederlands maritiem evenement, dat - in principe - om de vijf jaar wordt georganiseerd in Delfzijl. Naast het Maritieme deel vinden er allerlei activiteiten en evenementen plaats. Zo zijn er door de jaren heen diverse concerten gegeven door verschillende artiesten zoals Maan, Belle Perez, Kensington, BLOF, Di-rect, K-otic en Ilse de Lange.

## Geschiedenis

### 1986
DelfSail werd voor het eerst georganiseerd in 1986 door een groepje vertegenwoordigers van de gemeente Delfzijl en de havenbedrijven. Het evenement werd in een half jaar georganiseerd en haalde de landelijke pers.

### 1991
In 1991 besloot het gemeentebestuur een grotere versie van DelfSail te organiseren als onderdeel van de Cutty Sark Tall Ships Race. Delfzijl werd aangewezen als finish-haven, nadat de schepen de havens Port Talbot, Cork, Belfast en Aberdeen hadden aangedaan. DelfSail 1991 werd bezocht door ruim 350.000 mensen.

### 1998
De bedoeling was het evenement om de vijf jaar te organiseren, maar wegens de aanleg van de Nieuwe Handelskade werd de volgende editie met twee jaar uitgesteld. In 1998 deden o.a. de schepen Sagres uit Portugal en Gloria uit Colombia het evenement aan. Het was groter dan in 1991, het bezoekersaantal was 650.000.

### 2003
De vierde editie van DelfSail vond plaats in 2003. Er werd weer een record gebroken met het aantal bezoekers: bijna één miljoen. Dat jaar waren er o.a. de Nadezhda uit Rusland, Dewaruci uit Indonesië, Cuauthemoc uit Mexico en Dar Mlodziezy uit Polen aanwezig, alsmede de zusterschepen Cisne Branco uit Brazilië en Stad Amsterdam uit Nederland. Er waren in totaal 28 tallships uit de A- en B-klasse, ruim 500 schepen uit de C-klasse, varende monumenten, particuliere jachten en historische schepen aanwezig.

### 2009
In 2009 werd DelfSail gehouden van 22 augustus tot 26 augustus 2009, met als thema "De Hanzen". Deze keer deden 36 tallships aan de show mee. De schepen kwamen uit Nederland (17), Brazilië (1), Bulgarije (1), Duitsland (4), Engeland (3), Noorwegen (2), Polen (3), Rusland (3), Uruguay (1) en de VS (1). Op 22 augustus vond de Parade of Sail In plaats vanuit de Eemshaven naar Delfzijl.
Een van de opvallende deelnemende schepen was de replica van het beroemde schip HMS Bounty, die in 1960 werd gebouwd voor de filmmaatschappij MGM om mee te doen aan een verfilming van de Muiterij op de Bounty. Dit schip, in gebruik als opleidingsvaartuig, was voor het eerst in Europa. Het schip zonk op 29 oktober 2012 voor de Amerikaanse oostkust tijdens de orkaan Sandy.

### 2016

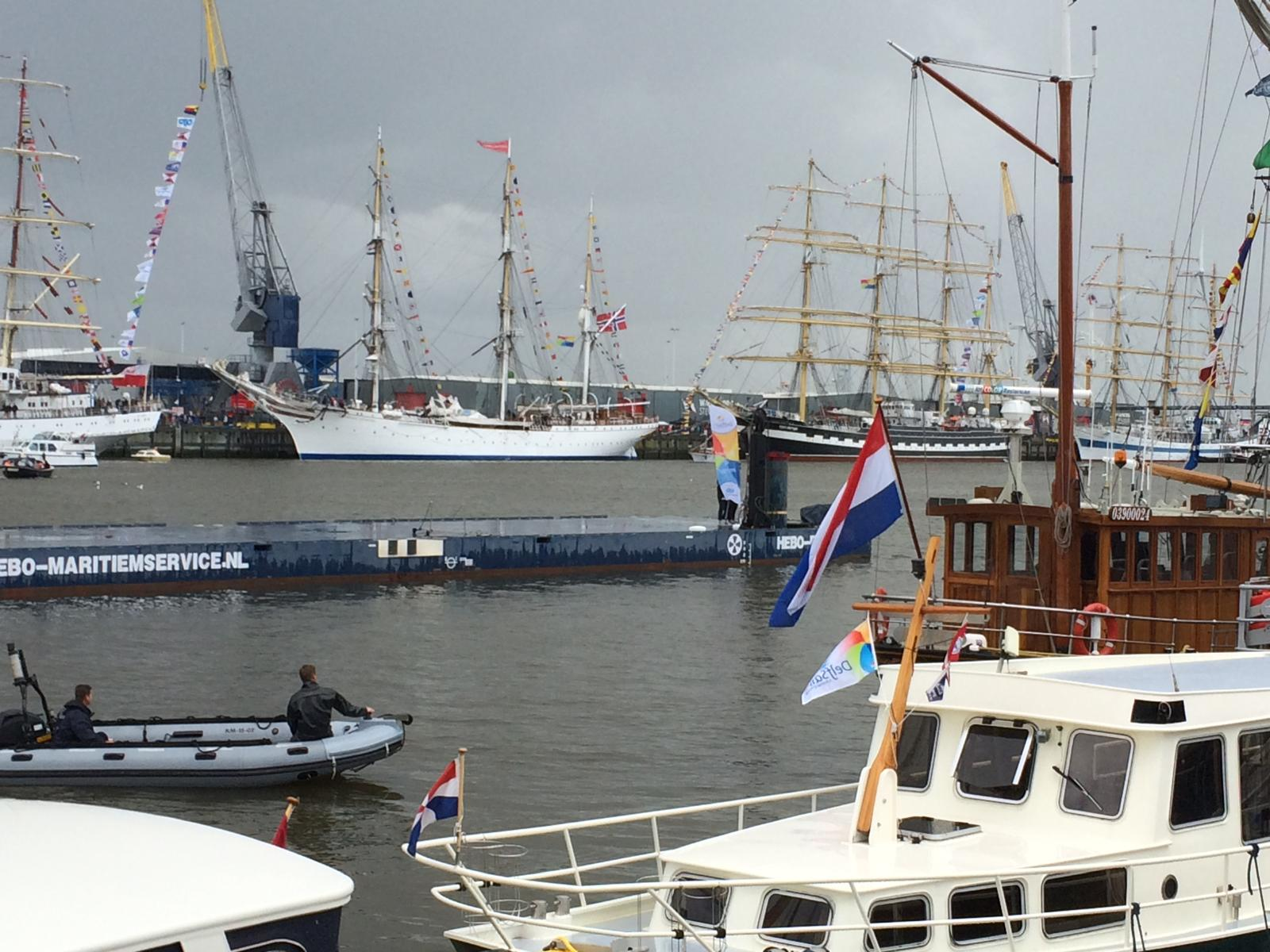
Impressie van Delfsail 2016

In 2016 werd DelfSail gehouden van woensdag 29 juni tot en met zondag 3 juli. Er was opnieuw een grote vloot van Nederlandse historische schepen aanwezig. De buitenlandse schepen kwamen onder andere uit Polen, Rusland en Noorwegen. Het thema van 2016 was A Festival of Energy. Tijdens dit seizoen werden er optredens gehouden van onder andere Pé Daalemmer & Rooie Rinus,  Kensington,  The Common Linnets en  Nielson. 

### 2021
De zevende editie van DelfSail zou gehouden worden in juni 2021, maar werd in verband met de coronapandemie uitgesteld tot 2024.

### 2024
Drie jaar later werd de zevende editie alsnog gehouden, van 13 t/m 16 juni. Deze editie trok 318.000 bezoekers; aanzienlijk minder dan de organisatie had verwacht. Dit was mogelijk te wijten aan het slechte weer.
Tijdens het evenement ontbraken Russische schepen vanwege de oorlog in Oekraïne en het Braziliaanse tallship Cisne Branco strandde kort voor DelfSail met motorpech in Lissabon. Koningin Máxima doopte op de tweede dag van DelfSail 2024 twee schepen van rederij Wagenborg, genaamd Maxíma en Alexia. Afscheidnemend directeur Jeannette Blijdorp-Jonker, die vanaf de eerste editie bij DelfSail betrokken was, werd door burgemeester Ben Visser onderscheiden met de erepenning van de gemeente Eemsdelta.